# Svetomir Šimunec
Svetomir Šimunec (Zagreb, 26. kolovoza 1883. – ?), hrvatski arhitekt.
Biografski podatci o njegovom životu vrlo su oskudni. O njemu najviše doznajemo iz pristupnice Kluba hrvatskih arhitekta i dva pisma Visoke tehničke škole iz Münchena, koja tom klubu šalje podatke o njegovom školovanju. U klupsku je pristupnicu upisao- Ime i prezime: Svetomir Šimunec; staleško zvanje: architekt; točna adresa: Palmotićeva ulica broj 13; Mjesto rođenja: Zagreb 1883.; Svršene nauke: absolvirao 4 semestra akademije u Münchenu kod prof. dr. Thierscha; Dosadanje stručno djelovanje: namješten kod gradnje bolnice. Iz dopisa Visoke tehničke škole u Münchenu doznajemo nešto više detalja, da je rođen 26. kolovoza 1883. u Zagrebu i da je tehniku pohađao tijekom studentske godine 1908/9. i 1909./10. Diplomirao je 9. kolovoza 1910. U spomen- izvještaju Državne srednje tehničke škole u Zagrebu, u popisu polaznika spominje se da je Šimunec apsolvirao na Graditeljskoj stručnoj školi 1902. 
Osim tih podataka znamo da je 1909. godine sudionik natječaja za Sveučilišnu knjižnicu u Zagrebu, na kome mu je za osnovu pod mottom: „Sirena“ biti dodijeljena treća nagrada. 
U literaturi spominje ga Snješka Knežević u knjizi Zagrebačka zelena potkova, u poglavlju Zapadni perivoj, str. 225, 229 i 474. Školska knjiga, Zagreb, 1996.; te u članku: Zgrada nacionalne i sveučilišne knjižnice u Zagrebu, objavljenom u katalogu izložbe Secesija u Hrvatskoj,  str. 95 MUO, Zagreb, 2003. U istom ga katalogu spominje  (str. 32, 37 ) u članku Lica moderniteta 1898. – 1918.: zagrebačka arhitektura secesijske epohe, Aleksander Laslo. Vrlo šturo Laslo iznosi da je 1912. Šimunec nagrađen na natječaju za Saborsku palaču u Sarajevu, te da 1913. radi idejne projekte radničkih stanova na Gogoljinom brijeg u Zagreb. Iz spomen- knjige Udruženje jugoslavenskih inženjera i arhitekata, sekcija Zagreb 1878. – 1828, Zagreb, doznajemo da je s arhitektima Podhorskim, Sunkom i Lubynskim izlagao 1912. na Prvoj Jugoslavenskoj arhitektonskoj izložbi u Beogradu.